# Djoutou
Djoutou est un village situé dans le district du Bas-Sassandra dans le Sud de la Côte d'Ivoire. Il s'agit d'une localité rurale appartenant au département de Tabou dans la région de San-Pedro.